# Liste der Kulturgüter in Bassins
Die Liste der Kulturgüter in Bassins enthält alle Objekte in der Gemeinde Bassins im Kanton Waadt, die gemäss der Haager Konvention zum Schutz von Kulturgut bei bewaffneten Konflikten, dem Bundesgesetz vom 20. Juni 2014 über den Schutz der Kulturgüter bei bewaffneten Konflikten sowie der Verordnung vom 29. Oktober 2014 über den Schutz der Kulturgüter bei bewaffneten Konflikten unter Schutz stehen.
Objekte der Kategorie A sind im Gemeindegebiet nicht ausgewiesen, Objekte der Kategorie B sind vollständig in der Liste enthalten, Objekte der Kategorie C fehlen zurzeit (Stand: 1. Januar 2023).

## Kulturgüter
| Foto |                                                                         | Objekt                                                                    | Kat. | Typ | Standort                            | Beschreibung |
| ---- | ----------------------------------------------------------------------- | ------------------------------------------------------------------------- | ---- | --- | ----------------------------------- | ------------ |
| ja   | Datei hochladen · Wikidata zu Reformierte Kirche Notre-Dame (Q29890502) | Reformierte Kirche Notre-Dame / Église réformée Notre-Dame KGS-Nr.: 05926 | B    | G   | Rue de l’Église 9.2 507267 / 146355 |              |